# كيث جود
كيث جود (بالإنجليزية: Keith Russell Judd)‏ هو سياسي أمريكي، ولد في 23 مايو 1958 في باسادينا في الولايات المتحدة. حزبياً، نشط في الحزب الديمقراطي.